# 1,2-α-L-フコシダーゼ
1,2-α-L-フコシダーゼ(1,2-alpha-L-fucosidase、EC 3.2.1.63)は、以下の化学反応を触媒する酵素である。
メチル-2-α-L-フコピラノシル-β-D-ガラクトシド + 水 {\displaystyle \rightleftharpoons } L-フコース + メチル-β-D-ガラクトシド
従って、この酵素の基質はメチル-2-α-L-フコピラノシル-β-D-ガラクトシドと水、生成物はL-フコースとメチル-β-D-ガラクトシドである。
この酵素は、ポリサッカライドリアーゼから生成されるオリゴ糖から、4-デオキシ-4(5)-不飽和 D-グルクロン酸を遊離させる。
この酵素は加水分解酵素、特にO-及びS-グリコシル化合物を加水分解するグリコシダーゼに分類される。系統名は、2-α-L-フコピラノシル-β-D-ガラクトシド フコヒドロラーゼ(2-alpha-L-fucopyranosyl-beta-D-galactoside fucohydrolase)である。

## 構造
2007年末時点で、4つの構造が解明されている。蛋白質構造データバンクのコードは、2EAB、2EAC、2EAD、2EAEである。